# Villa Borrelli
Die Villa Borrelli ist ein Landhaus aus dem 18. Jahrhundert in San Giorgio a Cremano in der italienischen Region Kampanien. Es liegt im Gebiet der Miglio d’oro in der Via Bruno Buozzi, 27 und erhielt seinen Namen nach Antonio Borrelli, der das Gebäude 1877 kaufte.

## Beschreibung
Vom ursprünglichen Gebäude ist ein Teil der Hauptfassade in barockem Stil erhalten: Die beiden Fenster zur Straße werden von Rahmen überragt und durch „cartocci“ (dt.: Tüten) gestützt; die Balkone haben Geländer aus Schmiedeeisen.
Durch das Portal an der Straße gelangt man in den rechteckigen Innenhof. Das Atrium ist mit Stuck verziert und mit einer Gewölbedecke mit Lünetten versehen, die sich in Richtung der Treppe auf der linken Seite fortsetzt. Diese öffnet sich mit einer Vorhalle mit drei Jochen zum Hof hin; darüber liegt eine Terrasse im ersten Obergeschoss. Auf der Rückseite des Innenhofes stützt eine zweite Vorhalle mit drei Bögen eine weitere Terrasse und trennt das Gebäude vom Garten dahinter.
Im Inneren sind verschiedene Basiselemente erhalten, darunter ein Maskaron aus dem 18. Jahrhundert, das im Rahmen einer Lisene sitzt, und einige Verzierungen an den Hauptverbindungspunkten des Treppengewölbes.